# Бельгийская забастовка 1886 года

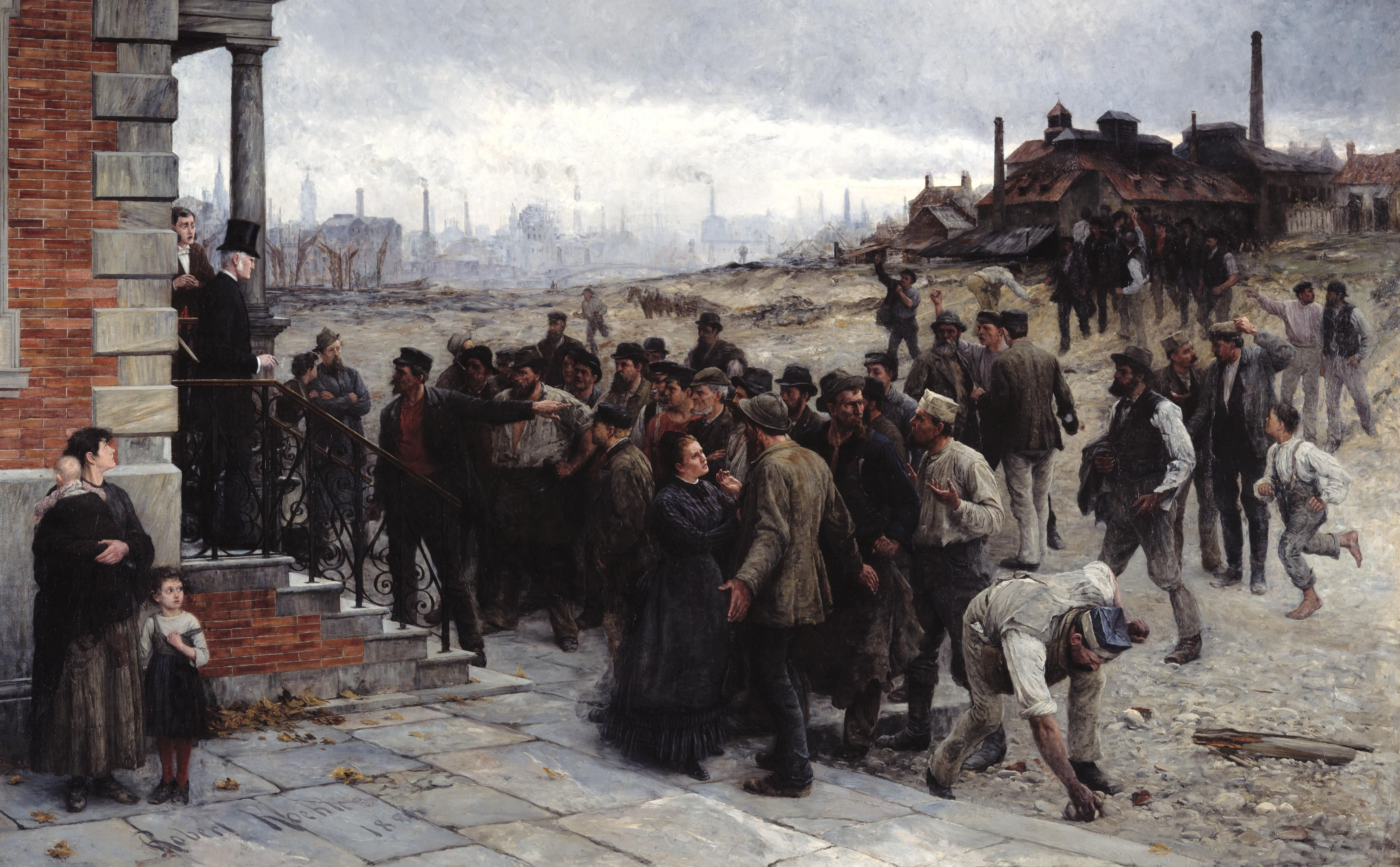
«Забастовка в Шарлеруа» (1886) кисти Роберта Келера

Бельгийская забастовка 1886 года (фр. Grève belge de 1886), также известная как социальное восстание 1886 года (фр. Révolte sociale de 1886) — серия всеобщих забастовок во франкоязычной части Бельгии, которая парализовала бельгийскую промышленность и ввергла в шок и депрессию бельгийское общество в конце XIX столетия. Была спровоцирована социальным неравенством в бельгийском обществе. Вошла в историю, как «валлонская Жакерия». За ней последовали стачки 1887, 1890, 1891 и 1893 годов.
Март-апрель 1886 года запомнились жителям Льежа, Шарлеруа, Жемаппа кровавыми столкновениями между протестующими, которые громили фабрики и «богатые» районы, и войсками; десятки человек погибли, сотни были ранены. Народные волнения подавил генерал Альфред ван дер Смиссен.

## История

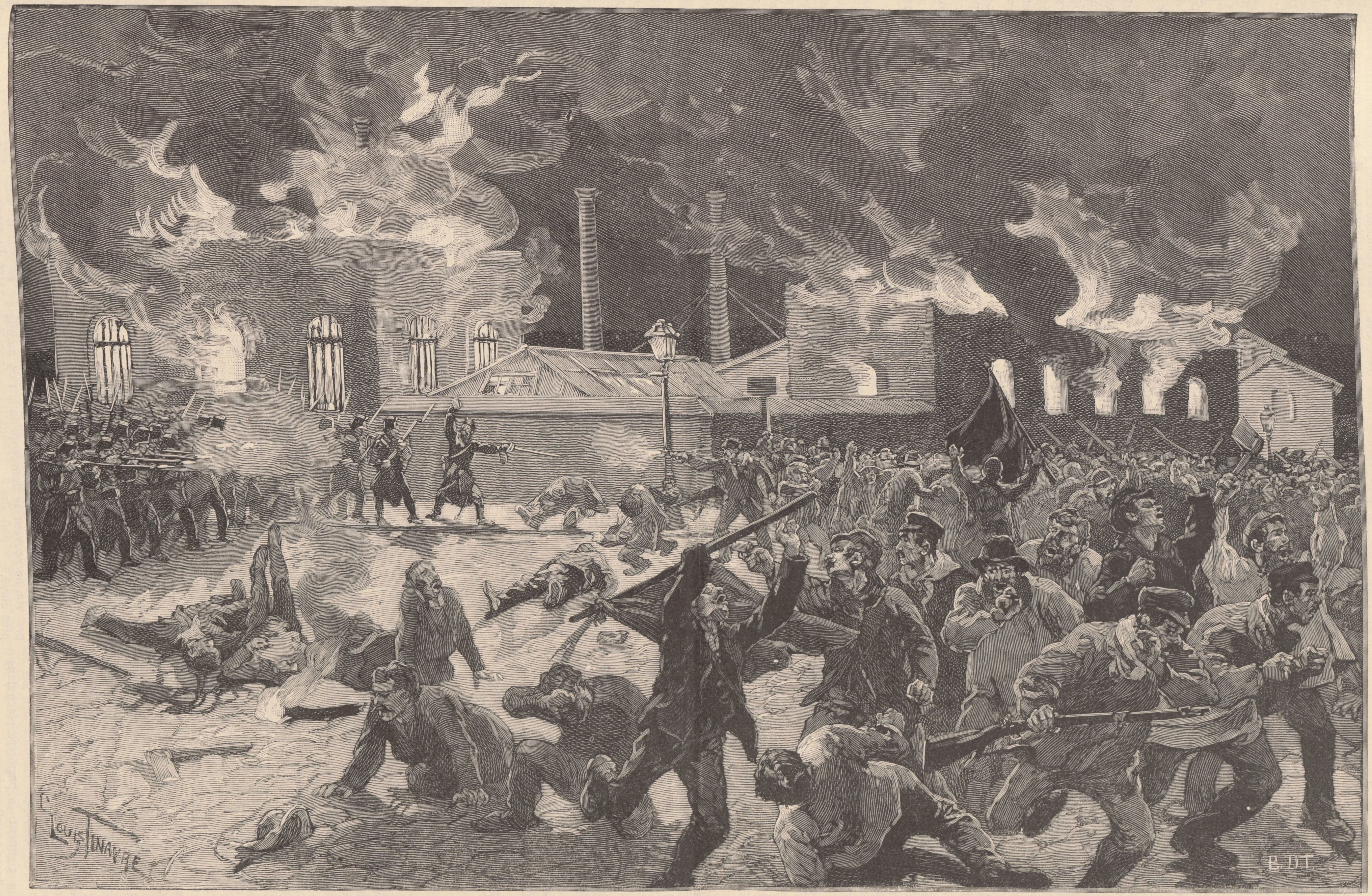
Солдаты открывают огонь по бунтовщикам после сожжения фабрики в Ру

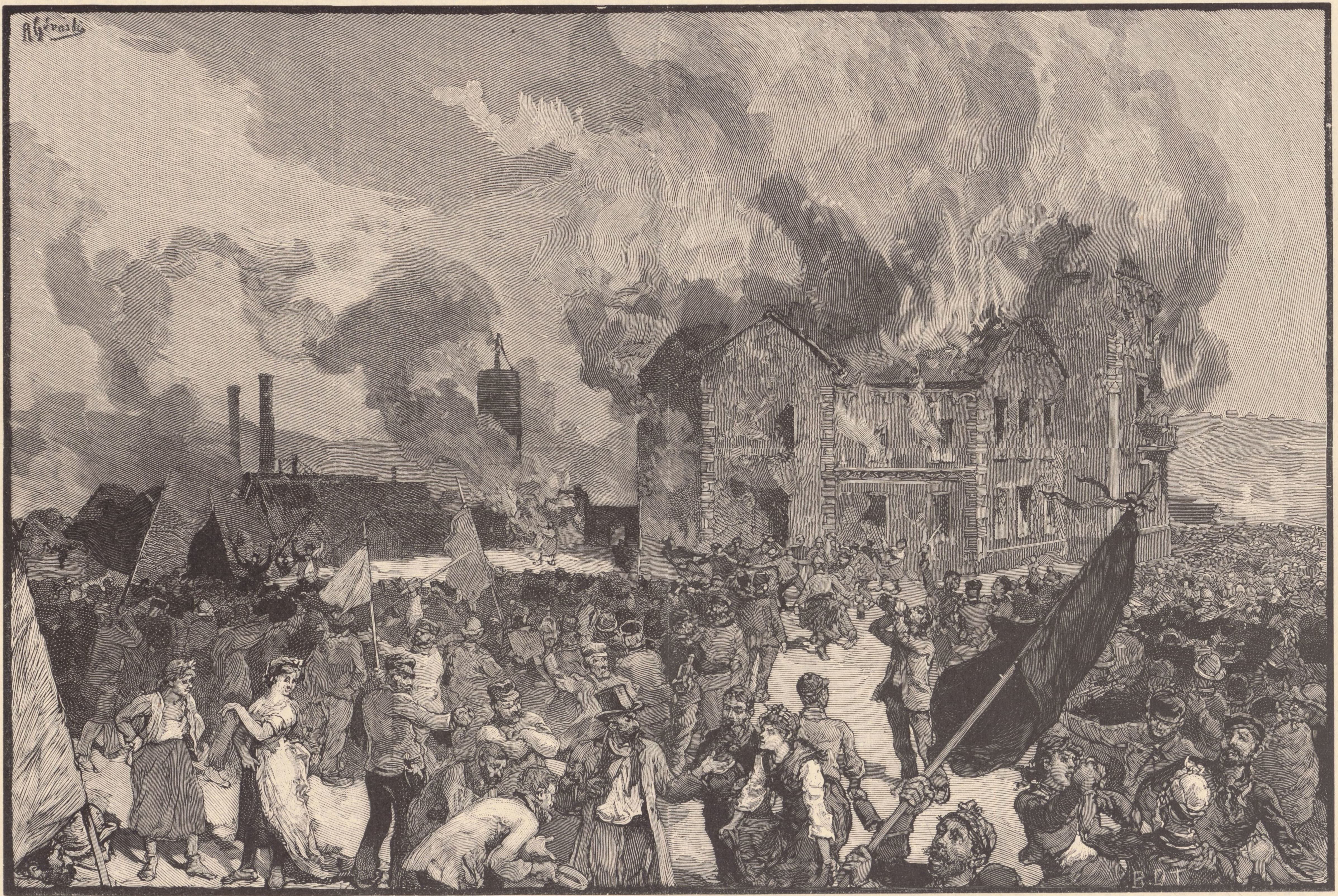
Бастующие сжигают стекольную фабрику Эжена Бодо

Забастовка 1886 года началась с небольшого собрания, организованного анархистами в Льеже в ознаменование 15-й годовщины создания Парижской коммуны 18 марта. Их призыв встретил неожиданный отклик, отчасти в результате продолжающегося экономического спада и суровой зимы — к демонстрации присоединились от 800 до 900 рабочих, в основном из городских металлургических заводов. Начавшаяся забастовка перебросилась на промышленный район в провинцию Эно, где рабочих возглавлял радикальный социалист Альфред Дефюссо. Против бастующих были развёрнуты армия, гражданская гвардия и жандармерия, в столкновениях с которыми были убиты несколько десятков человек. 29 марта в одном только «инциденте в Ру», около Шарлеруа, были убиты 10 рабочих.
Рабочие разрушали промышленные объекты и дома промышленников. Одним из «выдающихся» эпизодов стало уничтожение стекольной фабрики и виллы Эжена Бодо (фр. Eugène Baudoux) рядом с Шарлеруа. Незадолго до этих событий Эжен Бодо внедрил на своей фабрике новейшие ванные печи для плавки стекла. Работа с такими печами требовала более низкой квалификации, чем в старых горшочечных печах, что позволяло фабриканту заменять высококвалифицированных (как правило — потомственных) стеклодувов менее квалифицированной рабочей силой. Именно эта фабрика была уничтожена забастовщиками 26 марта, в то время как фабрики, продолжавшие работать по старому методу, не подвергались нападениям (см. луддизм). Толпа из пяти тысяч человек всего за полчаса сначала разрушила оборудование фабрики, а затем полностью сожгла ее. После этого толпа разграбила и сожгла виллу («замок») Бодо.
После подавления забастовок многие рабочие лидеры подвергались преследованиям. В частности, двоих лидеров профсоюза стеклодувов Оскара Фаллёра (фр. Oscar Falleur) и Кс. Шмидта (фр. X. Schmidt), обвиняемых в нанесении ущерба (поджоге стекольной фабрики Эжена Бодов), защищал в суде будущий валлонским социалистический политик Жюль Дестре — они были признаны виновными, но амнистированы в 1888 году. Ещё 27 предполагаемых зачинщиков забастовки (включая Дефюссо) предстали перед судом присяжных в Монсе в мае 1889 года, однако широко разрекламированный процесс провалился, когда выяснилось, что радикальные группы были наводнены правительственными провокаторами.

## Долговременные последствия
Хотя забастовка не смогла достичь каких-либо ощутимых целей из заявленных, историки считают, что бельгийский рабочий класс тогда впервые добился уступок со стороны правительства. События 1886 года заставили политическую элиту обратить внимание на положение рабочего класса. В течение последующих лет различные политики поднимали рабочий вопрос в парламенте и правительстве. С целью изучения положения рабочего класса правительством была учреждена парламентская комиссия по труду (фр. Enquête du Travail), которая обеспечила создание первого трудового законодательства в истории Бельгии. Первые социальные законы были приняты в 1889 году. Они регламентировали детский и женский труд. В частности, было запрещено использование в промышленности труда детей моложе 12 лет, длительность рабочего дня для мальчиков 12-16 лет и девочек 12-21 лет был ограничен двенадцатью часами, для них был запрещен ночной труд и был установлен один обязательный выходной день в неделю.
Забастовки 1886 года привели к быстрому распространению профсоюзов по всей Бельгии и существенно сказались на ведущих партиях страны. Они способствовали появлению парламентской социалистической силы — Бельгийской рабочей партии, которая стремилась перенаправить требования рабочих от революции и стихийного насилия в сторону реформы избирательной системы. Состоялся решительный разрыв как между социалистами и Либеральной партией, так и внутри последней — более радикальное крыло выделилось в Прогрессивную партию. Дефюссо был исключен из БРП и создал свою собственную Республиканскую социалистическую партию (Parti Socialiste Républicaine) и опубликовал ставшую популярной брошюру под названием «Катехизис народа» (Le catéchisme du peuple). Даже для правящей правоцентристской Католической партии Огюста Беернарта забастовки приблизили изменение идеологии в сторону социального католицизма.